# Dossier Zevenslaper
Dossier Zevenslaper is een stripalbum van Agent 327, getekend door Martin Lodewijk. Het dossier verscheen voor het eerst in 23 delen in stripweekblad Eppo in 1977 (nr. 47 t/m 52) en 1978 (nr. 1 t/m 5 en 8 t/m 19). Het album is het derde deel van de Oberon/Eppo-reeks, in 1978 uitgegeven door Oberon, en het zevende deel van de nieuwe (op tekst bijgewerkte en opnieuw ingekleurde) reeks, in 2002 uitgegeven door Uitgeverij M.
Het verhaal was (tot dan toe) het vreemdste verhaal van Agent 327 ooit. Hoewel Agent 327 als stripfiguur wel vaker met vreemde uitvindingen in aanraking gekomen was, werd dit een werkelijk sciencefictionverhaal. Lodewijk baseerde zich hiervoor op diverse theorieën over de Bermudadriehoek, de werken van Erich von Däniken, legenden en verhalen over een fictieve geschiedenis van de aarde zoals de Cthulhu-mythos van H.P. Lovecraft.
Het verhaal sluit aan op Dossier Zondagskind, waar Agent 327 en Olga Lawina met hun vliegtuig verdwalen, en kreeg in 2002 een vervolg met De wet van alles.

## Verhaal
De Chef zit in alle rust naar een discussie te kijken over de Bermudadriehoek, maar zet de televisie af omdat de discussie nogal onzinnig overkomt. Dan wordt hij gebeld door Agent 525, vanuit Curaçao, die hem zegt dat er nog geen spoor is van Agent 327 en Olga Lawina. Na een laatste zoekpoging wordt alle hoop opgegeven, omdat de brandstof op moet zijn en ze geen voedsel en drinken bij zich hadden.
Agent 327 en Olga zijn echter nog springlevend. Ze hebben een noodlanding op zee gemaakt, en om te overleven vangen ze een vis: een coelacant.
Dan blijkt het vliegtuig bovendien door een vreemde kracht vooruitgestuwd te worden. De volgende ochtend zien ze dat ze aangekomen zijn in de Sargassozee en doemt voor hun ogen een enorm scheepskerkhof op, met alle schepen die al eeuwenlang verdwenen zijn in de Bermudadriehoek plus een groot aantal vliegtuigen. Niet wetend wat te doen, besluiten ze op onderzoek uit te gaan.
Plotseling verschijnt er de Neanderthaler Ahasveros. Wanneer Agent 327 hem aanspreekt valt Ahasveros hem aan en werpt hem in de zee. Olga probeert de aapmens neer te schieten maar deze legt haar uit dat vuurwapens hier niet werken. Olga valt dusdanig bij hem in de smaak dat hij haar mee besluit te nemen, hoewel ze hier niets voor voelt.
Intussen is 327 onder water iets opgevallen, het lijkt wel of er een enorme piramide kilometers onder de zeespiegel ligt. Tijd om na te denken heeft hij niet: eerst naar boven om adem te halen. Maar voor hij dat doen kan wordt hij door iets gegrepen en naar beneden gesleurd. Voor hij het bewustzijn verliest ziet hij nog iets enorms voorbij zwemmen: een plesiosaurus.
In een trance-achtige toestand worden de herinneringen van Agent 327 ontrafeld, waarbij geheel Dossier L de revue passeert. Wanneer hij ontwaakt, merkt hij dat hij zich op Paaseiland bevindt. Dan gebeurt er iets ongelooflijks: een van de paasreuzen komt uit de grond en vraagt hem het lied uit de herinnering nog eens voor hem te zingen.
Intussen heeft Ahasveros aan Olga verteld wie hij is. Hij vertelt dat hij al tien miljoen jaar lang in de Bermudadriehoek woont zonder te verouderen. Zijn naam kreeg hij van zijn prehistorische tijdgenoten, die hem Aaahsvrôos noemden, wat later veranderde naar Ahasveros. Dan komt Agent 327 ineens via een kast op mysterieuze wijze het schip weer binnen, en twee Amerikanen verschijnen ten tonele: Mata Hair en een piloot. Het vijftal besluit samen de onderste steen boven te brengen. Ook Ahasveros wil na al die miljoenen jaren weleens weten hoe het zit, en samen gaan ze eropuit om het mysterie te ontrafelen.